# Saj te prime – pa te mine
Saj te prime – pa te mine je peti album slovenskega kantavtorja Adija Smolarja, izdan pri založbi Helidon leta 1996 na zvočni kaseti in CD-ju.
Posnet je bil brez Letečih potepuhov, ki so bili dotedaj Smolarjeva spremljevalna skupina, so pa pri snemanju albuma sodelovali njihovi člani Jože Sečnik (bas kitara in vokal), Klemen Tičar (vokal) in Dejan Došlo (kitara in vokal).

## Seznam pesmi
Vse pesmi je napisal in uglasbil Adi Smolar.
| Št.             | Naslov                      | Dolžina |
| --------------- | --------------------------- | ------- |
| 1.              | „Premau‟                    | 3:06    |
| 2.              | „Radi se imejte‟            | 3:17    |
| 3.              | „J. C. Van Damme‟           | 3:53    |
| 4.              | „Zimska‟                    | 4:39    |
| 5.              | „Če ne bi pil‟              | 3:24    |
| 6.              | „Časa ni‟                   | 2:50    |
| 7.              | „Le pet minut‟              | 3:47    |
| 8.              | „Saj te prime – pa te mine‟ | 3:39    |
| 9.              | „Nič nisi vreden‟           | 3:47    |
| 10.             | „Ljubezen, pesem in pijača‟ | 3:17    |
| 11.             | „Kdo ima prav?‟             | 2:32    |
| 12.             | „Pa-pa‟                     | 4:03    |
| 13.             | „Imam dekle‟                | 3:32    |
| 14.             | „Kako gre čas‟              | 3:58    |
| 15.             | „Klošar‟                    | 4:48    |
| Skupna dolžina: | Skupna dolžina:             | 55:15   |

## Zasedba
- Adi Smolar — vokal, kitara, kazu
- Klemen Tičar — zborski vokal
- Aleš Čadež — zborski vokal
- Aleš Hadalin — vokal (5), zborski vokal
- Dejan Došlo — kitara, zborski vokal
- Jože Sečnik — bas kitara, zborski vokal
- Aljoša Jerič — bobni, tolkala
- Borut Činč — produkcija, snemanje, klaviature
- Zvone Kukec — oblikovanje, fotografiranje